# اوریل کامرون
آوریل کامرون (انگلیسی: Averil Cameron; ۸ فوریهٔ ۱۹۴۰ – ) مورخ، و استاد دانشگاه اهل بریتانیا بود.
وی همچنین برندهٔ جوایزی همچون عضو آکادمی بریتانیا و بانوی فرمانده نشان امپراتوری بریتانیا شده‌است.